# Czesław Lewin-Lewiński
Czesław Lewin-Lewiński, ps. Litwin (ur. 22 stycznia 1898 w Mińsku, zm. wiosną 1940 w Charkowie) – major piechoty Wojska Polskiego, działacz niepodległościowy, ofiara zbrodni katyńskiej.

## Życiorys
Był synem Wacława i Antoniny z Sędzimirów. W 1909 przeniósł się z Mińska do Rzeszowa, gdzie kontynuował naukę w miejscowym gimnazjum. W 1912 wstąpił do Związku Strzeleckiego. 
16 sierpnia 1914 został przyjęty do Legionów Polskich. Żołnierz I, II i III Brygady Legionów Polskich oraz Polskiego Korpusu Posiłkowego. Uczestnik bitwy pod Rarańczą (15–16 lutego 1918). Następnie żołnierz II Korpusu Polskiego w Rosji, w szeregach którego walczył w bitwie pod Kaniowem. Później żołnierz I Korpusu Polskiego w Rosji, a po jego rozwiązaniu członek Polskiej Organizacji Wojskowej w rodzinnym Mińsku Litewskim. 
20 grudnia 1918 został przyjęty do Wojska Polskiego. 7 maja 1919 jako podoficer byłych Legionów Polskich pełniący służbę w 36 pułku piechoty został mianowany podporucznikiem piechoty z dniem 1 maja 1919. W czasie wojny z bolszewikami walczył w szeregach Grupy płk Mieczysława Kulińskiego oraz 36 pp.
Po zakończeniu wojny kontynuował służbę wojskową w macierzystym pułku w Warszawie. 1 grudnia 1924 prezydent RP nadał mu stopień kapitana z dniem 15 sierpnia 1924 i 347. lokatą w korpusie oficerów piechoty. We wrześniu 1930 został przeniesiony do Korpusu Ochrony Pogranicza i przydzielony do 16 batalionu granicznego. Od 26 marca 1931 do 9 marca 1932 był dowódcą kompanii granicznej „Lenin”. Następnie służył w batalionie KOP „Czortków”. W styczniu 1934 został przydzielony do Brygady KOP „Podole” w Czortkowie na stanowisko I oficera sztabu. 4 lutego 1934 został mianowany majorem ze starszeństwem z 1 stycznia 1934 i 14. lokatą w korpusie oficerów piechoty. 
W kwietniu tego roku został przeniesiony z KOP do 56 pułku piechoty w Krotoszynie na stanowisko dowódcy batalionu. Później został przesunięty na stanowisko II zastępcy dowódcy pułku (kwatermistrza). W trzeciej dekadzie sierpnia 1939, po przeprowadzeniu mobilizacji niejawnej, na czele Oddziału Nadwyżek liczącego około 1500 żołnierzy wyjechał do Ośrodka Zapasowego 25 Dywizji Piechoty w Kielcach.
W nieznanych okolicznościach, po agresji ZSRR na Polskę, dostał się do niewoli sowieckiej i został osadzony w obozie w Starobielsku. Wiosną 1940 został zamordowany przez funkcjonariuszy NKWD w Charkowie i pogrzebany potajemnie w bezimiennej mogile zbiorowej w Piatichatkach, gdzie od 17 czerwca 2000 mieści się oficjalnie Cmentarz Ofiar Totalitaryzmu w Charkowie. Figuruje na tzw. liście Gajdideja (poz. 1885).
5 października 2007 minister obrony narodowej Aleksander Szczygło mianował go pośmiertnie na stopień podpułkownika. Awans został ogłoszony 9 listopada 2007 w Warszawie, w trakcie uroczystości „Katyń Pamiętamy – Uczcijmy Pamięć Bohaterów”.

## Ordery i odznaczenia
- Krzyż Niepodległości – 12 maja 1931 „za pracę w dziele odzyskania niepodległości”[17][3][18]
- Krzyż Walecznych czterokrotnie[19][20]
- Srebrny Krzyż Zasługi – 10 listopada 1928 „w uznaniu zasług, położonych na polu pracy w poszczególnych działach wojskowości”[21][22]
- Medal Pamiątkowy za Wojnę 1918–1921[4]
- Medal Dziesięciolecia Odzyskanej Niepodległości[4]